# 147 (số)
147 (một trăm bốn mươi bảy) là một số tự nhiên ngay sau 146 và ngay trước 148.